# Serrières (Saône-et-Loire)
Serrières ist eine französische Gemeinde mit 290 Einwohnern (Stand: 1. Januar 2022) im Département Saône-et-Loire in der Region Bourgogne-Franche-Comté (vor 2016 Bourgogne). Sie gehört zum Arrondissement Mâcon und zum Kanton La Chapelle-de-Guinchay (bis 2015: Kanton Tramayes). 

## Geographie
Serrières liegt etwa elf Kilometer westlich von Mâcon.
Nachbargemeinden von Serrières sind Pierreclos im Norden, Bussières im Nordosten, Vergisson im Osten, Cenves im Süden, Tramayes im Westen sowie Saint-Point im Nordwesten.

## Bevölkerungsentwicklung
| Jahr                       | 1962 | 1968 | 1975 | 1982 | 1990 | 1999 | 2006 | 2011 | 2017 |
| Einwohner                  | 262  | 196  | 220  | 261  | 266  | 265  | 289  | 287  | 275  |
| Quellen: Cassini und INSEE |      |      |      |      |      |      |      |      |      |

## Sehenswürdigkeiten

Kirche Saint-Jacques-le-Majeur

- Kirche Saint-Jacques-le-Majeur
- Reste des Schlosses von Serrières

## Persönlichkeiten
- François Bruys (1708–1738), Papsthistoriker und Schriftsteller